# 플록시노시니힐리필리피케이션
플록시노시니힐리필리피케이션(영어: Floccinaucinihilipilification)은 무언가를 가치가 없다고 묘사하거나 평가하는 행위나 습관 또는 그러한 방법으로 무언가를 가치 없게 만드는 일이란 뜻을 가지는 영어 단어이다.
29자로 구성된 이 단어는 《옥스퍼드 영어 사전》의 초판에서 학술 용어가 아닌 낱말 중 가장 긴 낱말로, 《Eton Latin Grammar》의 잘 알려진 규칙으로 나열되어 있다고 설명하고 있다.《옥스퍼드 영어 사전》은 이 낱말의 처음 출현을 1741년 윌리엄 셴스톤(William Shenstone)의 저서 《산문과 운문 작품(Works in Prose and Verse)》에 나오는 문장 '나는 그 다른 이유보다 그가 돈에 가치를 두지 않는 점 때문에 그를 사랑했다' (I loved him for nothing so much as his flocci-nauci-nihili-pili-fication of money)로 기술하고 있다. 《옥스퍼드 영어 사전》에는 이 단어의 유래에 대해서 구체적인 설명이 없지만, 이튼 칼리지의 학생이 라틴어 교재를 참고해서 재기 발랄한 농담으로 네 개의 '가치 없다'는 뜻을 지닌 라틴어 낱말을 합친 후 동사 어미를 붙여 만든 것이라고 한다.
- floccus(플로쿠스, 소유격 flocci)는 작은 모피 조각을 의미하며, 숙어 'flocci non facio("난 [털끝만큼의] 관심도 없다")'에 '하찮은'의 뜻으로 해석된다.
- naucum(나우쿰, 소유격 nauci)은 '쓸모없는 일'의 뜻을 가지고,
- nihilum(니힐룸, 소유격 nihili)은 없음, 무(無)이고,
- pilus(필루스, 소유격 pili)는 '한 가닥의 털'이라는 뜻이다.

이 낱말은 종종 하이픈을 넣어서 표기가 되기도 하는데 형용사 floccinaucical이나 floccinaucinihilipilificatious(하찮다), 명사 floccinaucity(가치가 없음) 같은 역성어로 파생되기도 하였다.
《옥스퍼드 영어 사전》에서는 작고 하찮다는 뜻의 floccinaucinihilipilificatious란 단어가 기본형의 단어보다 한 글자 더 많다는 사실을 간과한 것으로 보인다.
이 단어는 때때로 floccinaucinihilipipification이나 floccipausinihilipilification처럼 잘못된 철자로 쓰이기도 한다.
그리고 이 단어는 e가 없는 가장 긴 단어이기도 하다.

## 발음
이 단어에 대해서는 다음의 국제 음성 기호로 쓰인 발음법들을 포함한 다수의 발음법들이 제안된바 있다.
- /ˌflɒ.kɪˌnɒ.kɪˌnɪ.hɪ.lɪˌpɪ.lɪ.fɪˈkeɪ.ʃən/
- /ˌflɒ.ksɪˌnɔːsɪˌnaɪ.ɪl.ɪˌpɪl.ɪf.ɪˈkeɪ.ʃən/
- /ˌflɑ.tʃi.ˌnaʊ.tʃi.nɪˌhɪ.liˌpɪ.li.faɪ'kæ.ʃən/
- /ˌflɑ.sɪˌnɑ.si.nə.hɪl.ə.pɪl.ə.fɪˈkeɪ.ʃən/
- /ˌflɒk.siˌnoʊ.siˌnaɪ.hil.i.ˌpɪl.i.fɪ.keɪ.ʃən/

## 같이 보기
- Pneumonoultramicroscopicsilicovolcanoconiosis
- (영어) 제일 긴 영어 단어
- 긴 한국어 낱말
- 랜바이어푸흘귄기흘